# 된장과 바게트
《된장과 바게트》은 대한민국의 JTBC의 프로그램이다. 서로 다른 나라 사람들이 일주일 간 상대국의 음식만으로 생활하는 프로그램이다.

## 방송 시간
- 2011년 12월 11일 ~ 2011년 12월 31일 : 매주 일요일 오후 10시 00분